# Herbert Gruber
Herbert Gruber (n. 9 noiembrie 1942, Köln, Germania Nazistă) este un bober ce a reprezentat Austria, medaliat olimpic. A participat la 3 ediții ale Jocurilor Olimpice (1964, 1968, 1972) în care a câștigat o medalie de argint.